# Courantomètre

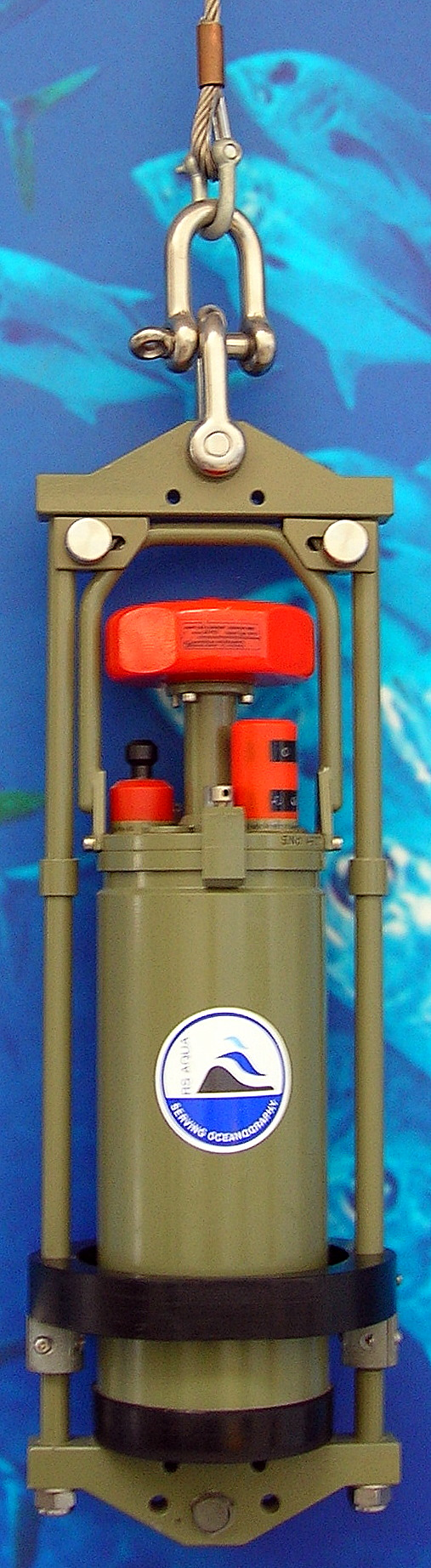
Courantomètre RCM-9 (Maritime Museum, Londres).

Un courantomètre est un instrument destiné à mesurer la vitesse d'écoulement de l'eau. On distingue deux applications principales :
- les instruments destinés à la mesure de la vitesse et du débit des canaux ou cours d'eau (Hydrométrie);
- les instruments destinés à la mesure de la vitesse et de la direction des courants marins.

Les premiers courantomètres étaient munis d'une hélice et montés sur une tige métallique appelée « perche ». Ils sont communément appelés « moulinets hydrométriques » ou moulinets à hélice.
Les premiers courantomètres marins étaient munis d'une hélice et d'un compas magnétique ; le corps du courantomètre s'orientait dans la direction du courant ; le décompte du nombre de tours d'hélice pendant une période donnée permettait d'accéder à la vitesse moyenne du courant pendant cette période.
Les courantomètres modernes utilisent généralement l'effet Doppler ; un signal ultrasonore émis vers le bas (courantomètre de surface) ou vers le haut (courantomètre immergé) est rétrodiffusé par les microparticules contenues dans l'eau, puis capté par des transducteurs disposés en croix : le traitement des signaux recueillis permet de calculer les deux composantes horizontales du courant.
Les premiers courantomètre à hélices furent conçus à la fin du XIXe siècle.

## Courantomètre d'Ekman

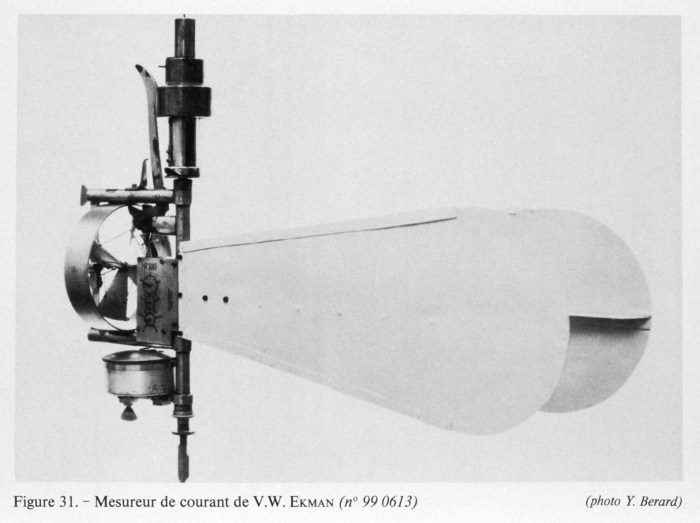
Courantomètre d'Ekman

Vagn Walfrid Ekman, océanographe suédois, inventa un courantomètre à hélice simple et robuste : une hélice de 4  à   8 pales se retrouve dans un tube qu'on plonge à la mer au bout d'un filin en 1903. Le tube se maintient dans le sens du courant au moyen d'ailettes. Lorsqu'on plonge l'appareil dans l'eau, l'hélice est maintenue en position d'arrêt par un levier qu'on relâche au moyen d'un contre-poids pour commencer la prise de mesure. Un mécanisme enregistre le nombre de rotation et à chaque 100 révolutions, une bille venant d'un réservoir dans l'appareil tombe dans l'un des 36 réceptacles qui indique la direction de compas (un seul réceptacle est disponible selon la direction des ailettes). Après un temps convenu, on arrête la rotation et on remonte le tout pour obtenir le résultat :
- la vitesse du courant est le nombre rotations divisé par le temps ;
- sa direction est indiquée par la case où se trouvent les billes. Si les billes se retrouvent dans plus d'un réceptacle, la direction calculée sera la moyenne pondérée des directions indiquées par les billes.

Le problème avec ce système est qu'à chaque mesure il faut plonger et remonter l'instrument. Ekman améliora donc son instrument en introduisant un mécanisme compliqué qui laissait tomber des billes numérotées selon le nombre de rotations enregistrés à intervalle régulier. Lors de la remontée, on pouvait ainsi obtenir jusqu'à 47 enregistrements individuels.

## Moulinet à hélice

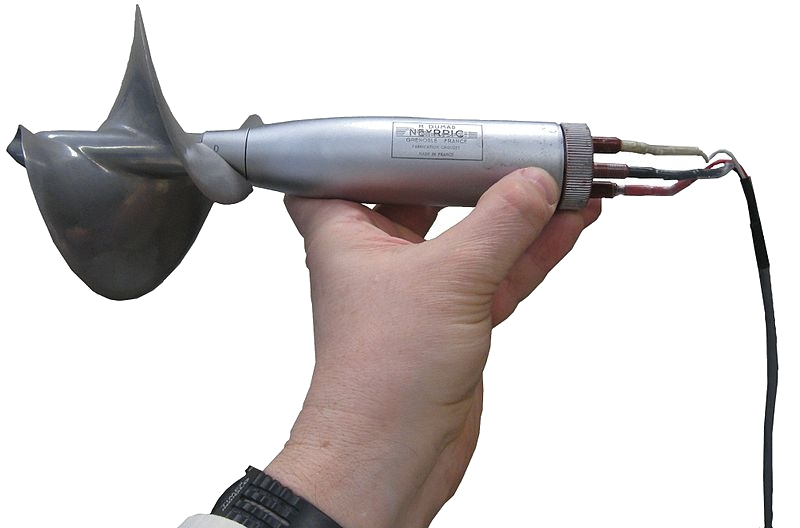
Moulinet à hélice.

Un moulinet à hélice est un « moulinet dont le rotor est une hélice tournant autour d'un axe approximativement parallèle à l'écoulement ». Plus le courant est rapide plus l'hélice tourne vite. À chaque tour l'hélice produit une impulsion électrique, qui est transmise dans un câble, puis comptabilisée. La relation entre le nombre d'impulsions par unité de temps et la vitesse du courant est propre à chaque type de moulinet. Un moulinet doit donc être calibré.
La mesure au moulinet est encore très utilisé en hydrométrie, car peu coûteuse et applicable dans la plupart des conditions.

## Courantomètre à effet Doppler (ADCP)
Le courantomètre à effet Doppler, souvent dénommé par son abréviation anglophone ADCP (Acoustic Doppler Current Profiler)  est un appareil basé sur l'effet Doppler capable d'enregistrer un profil des vitesses et directions du courant. Un ADCP comporte des transducteurs piezoélectriques qui transmettent et reçoivent les signaux acoustiques. Le temps de voyage du signal permet d'estimer la distance d'une mesure. Le décalage en fréquence des échos reçus est relié à la vitesse de l'eau dans l'axe du faisceau acoustique. Pour mesurer la vitesse de l'eau en 3D, au moins trois faisceaux sont nécessaires. Les appareils comportent souvent 4 faisceaux pour permettre une redondance des mesures. Dans les années récentes, de nouvelles fonctionnalités se sont ajoutées aux ADCPs (notamment la mesure des vagues ou de la turbulence) ce qui fait qu'on peut trouver des profileurs à 2,3,4,5 ou même 9 faisceaux. Le courantomètre ADCP peut être utilisé sous forme d'appareillage fixe autonome (fixé au fond avec une cage, ou sur une bouée) ou bien être embarqué à bord d'un navire.

### Limites
Près du fond, pour un ADCP orienté vers le bas, ou près de la surface pour un ADCP orienté vers le haut, des mesures de qualité sont rendues impossible par l'interférence des lobes latéraux avec le lobe central du signal transmit. Cette considération peut affecter de 6 à 12% de la colonne d'eau. Le temps que prennent les transducteurs pour arrêter complètement de vibrer après l'envoi du signal mais avant d'écouter les échos détermine la taille de la zone d'ombre près du profileur, à l'intérieur de laquelle aucune mesure de courant n'est possible.